# مريلة الحلاقة
مريلة الحِلاقة أو المريولة أو العباءة أو الصدرية هي ما يُلبسه الحلّاقُ أو مصففُ الشعر للزبون قبل أن يشرع بقص شعره أو تسريحه وذلك بغرض منع سقوط الشعر على ملابس الزبون والتصاقه بجلده وثيابه.